# روبرت ميتشيل (منافس ألعاب قوى)
روبرت ميتشيل (بالإنجليزية: Robert Mitchell) هو منافس ألعاب قوى بريطاني، ولد في 14 سبتمبر 1980.

## وصلات خارجية
- روبرت ميتشيل على موقع الاتحاد الدولي لألعاب القوى (الإنجليزية)
- روبرت ميتشيل على موقع ThePowerOf10.info (الإنجليزية)